# پیتر لیندگرن
پیتر لیندگرن (به سوئدی: Peter Lindgren) موسیقیدان و ترانه‌سرای اهل کشور سوئد است. او بیشتر به عنوان گیتارنواز سابق گروه پراگرسیو متال سوئدی،اپث، شناخته می‌شود. او ابتدا در سال ۱۹۹۱ به عنوان یک نوازنده گیتار بیس به گروه پیوسته بود اما در ادامه به عنوان گیتارنواز به همکاری اش با گروه ادامه داد. در مارس ۲۰۰۴، لیندگرن به همراه میکائیل اکرفلت به طور مشترک در جایگاه ۴۲اُم صد گیتارنواز برتر هوی متال از دیدگاه مجلهٔ Guitar World قرار گرفت.

## جدایی از اپث
وی در سال ۲۰۰۷ گروه اپث را پس از ۱۶ سال ترک کرد و علت آن را نداشتن شوق و اشتیاق کافی برای نواختن در گروه دانست. جدایی او از اپث در شرایط صمیمی و دوستانه انجام شد.
اپث پس از لیندگرن، فردریک اکسن، عضو سابق آرچ انمی، را جایگزین وی کرد.